# Metlili
Metlili (în arabă متليلي) este o comună din provincia Ghardaïa, Algeria.
Populația comunei este de 40.576 de locuitori (2008).